# Crown Haitai Cup
La Crown Haitai Cup (크라운해태배) è una competizione di Go sudcoreana. Sponsorizzata dalla Crown Confectionery, è riservata ai professionisti under-25 ed è trasmesso settimanalmente su Go TV.
Il torneo è a 32 partecipanti, con eliminazione diretta e finale al meglio delle tre partite. Due partecipanti sono il vincitore e il finalista dell'edizione precedente, mentre i restanti posti sono assegnati a 24 uomini e 6 donne che si qualificano tramite un torneo in stile svizzero. Il tempo è di 20 minuti con 20 secondi di tempo per mossa supplementare. Il premio per il vincitore è di 30 milioni di won, mentre il secondo classificato riceve 12 milioni di won.

## Albo d'oro
| Edizione | Anno    | Vincitore      | Punteggio | Secondo classificato |
| -------- | ------- | -------------- | --------- | -------------------- |
| 1        | 2017-18 | Park Jung-hwan | 2-1       | Shin Jin-seo         |
| 2        | 2018-19 | Park Ha-min    | 2-0       | Na Hyun              |
| 3        | 2019-20 | Song Jihoon    | 2-1       | Lee Chang-seok       |
| 4        | 2020-21 | Lee Chang-seok | 2-0       | Sul Hyunjun          |
| 5        | 2021-22 | Byun Sang-il   | 2-1       | Han Seungjoo         |
| 6        | 2022-23 | Shin Min-jun   | 2-0       | Park Geun-ho         |
| 7        | 2023-24 | Park Geun-ho   | 2-1       | Seol Hyun-jun        |